# 부안행궁
부안행궁(扶安行宮)은 조선 시대 지금의 전북특별자치도 부안군 변산면에 지었던 행궁이다. 격포행궁이라고도 한다. 순검사 박황의 건의에 따라 전라관찰사 원두표에 의해서 인조 18년(1640년)에 완공되었다. 
부안군 변산면 격포리 격상마을 앞 산쪽으론 행궁이 있었다고 한다.